# Трек (ядерна фізика)
Трек — область іонізації, яку залишає за собою швидка заряджена частинка в речовині.
Треки використовуються для детектування ядерних частинок. Зазвичай для ідентифікації частинок треки досліджуються в магнітному полі, в якому заряджені частинки рухаються по спіралі. Радіус спіралі залежить від відношення заряду частинки до її маси (питомого електричного заряду).
Треки фіксуються в фотопластинках із товстим емульсійним шаром, камерах Вільсона, бульбашкових камерах.